# Gällinge
Gällinge is een plaats in de Zweedse gemeente Kungsbacka in de provincie Hallands län en het landschap Halland. De plaats heeft 55 inwoners (2005) en een oppervlakte van 8 hectare. Gällinge wordt omringd door zowel landbouwgrond en bos als moerasachtig gebied, ook ligt de plaats aan het kleine meer Bysjö. In Gällinge staat de kerk Gällinge kyrka. De stad Kungsbacka ligt zo'n vijftien kilometer ten noordwesten van het dorp.

## Trivia
- In Gällinge wordt via het internet Spinning Seal FM uitgezonden, dat maar een enkel liedje afspeelt dat, zoals de naam van de zender duidt, Spinning Seal heet.